# László Böcskei

Stema episcopului László Böcskei

László Böcskei (pronunție în maghiară [ˈlaːsloː ˈbøtʃkɛ.i]; n. 11 iulie 1965, Gătaia) este un cleric român, episcop al Diecezei Romano-Catolice de Oradea Mare.

## Biografie
S-a născut într-o familie de etnici maghiari din satul Gătaia (Gátalja), aflat azi în județul Timiș. A studiat la Institutul Teologic Romano-Catolic din Alba Iulia. A fost hirotonit preot la 24 iunie 1990 de către episcopul Sebastian Kräuter și încardinat în Dieceza de Timișoara. A activat ca vicar parohial al Parohiei Elisabetin din Timișoara, iar în ianuarie 1991 a fost numit secretar episcopal și ceremonier la Catedrala „Sfântul Gheorghe” din Timișoara. În august 1999 a fost numit în funcția de vicar general al Diecezei de Timișoara și moderator al Curiei episcopale. La 15 ianuarie 2003 papa Ioan Paul al II-lea i-a conferit titlul de prelat.
În anul 2006, la împlinirea vârstei de 75 de ani, József Tempfli și-a anunțat intenția de retragere din funcția de episcop de Oradea Mare (conform Codului de drept canonic). Papa Benedict al XVI-lea l-a numit la 23 decembrie 2008 la conducerea diecezei pe monseniorul László Böcskei. El a fost consacrat ca episcop la 7 martie 2009 în catedrala romano-catolică „Sfânta Maria” din Oradea de către episcopul Martin Roos de Timișoara, asistat de arhiepiscopii Ioan Robu de București și Balázs Bábel de Kalocsa-Kecskemét.